# 11350 Teresa
11350 Teresa (1997 QN4) là một tiểu hành tinh vành đai chính.